# Art of Illusion
Art of Illusion是一款基于Java的用于三维绘图的自由软件。它小巧而功能强大。